# Niala
Niala è un comune rurale del Mali facente parte del circondario di Bla, nella regione di Ségou.
Il comune è composto da 6 nuclei abitati:
- Dla
- Konzambougou
- N'Golokouna
- Niala
- Nietia
- Tia